# Mozelos (Santa Maria da Feira)
Mozelos é uma vila portuguesa sede da Freguesia de Mozelos do Município de Santa Maria da Feira, freguesia com 5,04 km² de área e 7297 habitantes (censo de 2021), tendo, assim, uma densidade populacional de 1 447,8 hab./km².
A freguesia tem 21 lugares, tendo a povoação principal, Mozelos, sido elevada à categoria de vila em 30 de junho de 1989, distando cerca de 13 km da sede de município e 20 km do Porto.

## Demografia
A população registada nos censos foi:
| Distribuição da População por Grupos Etários | Distribuição da População por Grupos Etários | Distribuição da População por Grupos Etários | Distribuição da População por Grupos Etários | Distribuição da População por Grupos Etários |
| -------------------------------------------- | -------------------------------------------- | -------------------------------------------- | -------------------------------------------- | -------------------------------------------- |
| Ano                                          | 0-14 Anos                                    | 15-24 Anos                                   | 25-64 Anos                                   | > 65 Anos                                    |
| 2001                                         | 1231                                         | 883                                          | 3754                                         | 634                                          |
| 2011                                         | 1208                                         | 795                                          | 4266                                         | 873                                          |
| 2021                                         | 980                                          | 811                                          | 4174                                         | 1332                                         |

## História
Pertence ao Bispado do Porto e ao 1º Distrito Eclesiástico da Feira, tendo como Orago S. Martinho cuja actual Igreja Matriz foi construída na 2ª metade do século XIX.
As primeiras referências a Mozelos conhecidas, remontam a um documento de 1009 onde se faz referência a “Moazellus”. Mozelos foi incluído no Foral da Feira (Terra de Santa Maria) concedido por El-Rei D. Manuel I em Lisboa a 10 de Março de 1514.
A Ordem de Malta ou do Hospital, com sede em Rio Meão, também possuía em Mozelos Bens e Foros. Esta Ordem tinha anexada a sai a maior parte da freguesia de Santa Maria de Meladas, extinta no final do século XV, devido a uma grande peste que dizimou quase toda a população. Ainda hoje existe, no lugar de Meladas (mais propriamente na Quinta de Meladas) uma pequena Capela comemorativa da antiga Igreja Paroquial que aí existiu no século XII, bem como marcos nas extremas da Freguesia, com a inscrição da “Cruz de Malta”.
No princípio do século XIX, a 11 de maio de 1809, um facto que associou eternamente a Freguesia de Mozelos às invasões Francesas. Nesse dia, pelo facto de terem aparecido mortos três soldados franceses, como represália, os invasores fuzilaram 7 inocentes (incluindo o padre João Sá Rocha) e posteriormente penduraram os respetivos cadáveres nos ramos de um secular pinheiro que existia junto à actual EN 1 (Porto – Lisboa) próximo do lugar do Picôto, onde permaneceram durante algum tempo para mostrar um aviso aos invadidos, passando o dito “Pinheiro” a ser conhecido pelo “Pinheiro das Sete Cruzes”, tendo sido edificada no local uma pequena ermida em 1885, que ainda hoje se encontra em bom estado de conservação. O “Pinheiro das Sete Cruzes” faz parte do brasão da Vila nos dias atuais.
Em 19 de setembro de 1982 foi inaugurada a actual sede da Junta de Freguesia e, em 1 de Dezembro de 2001, foi inaugurada a Capela Mortuária e concluído o terceiro alargamento do Cemitério.
A elevação de Mozelos à categoria de vila, deliberado em reunião plenária da Assembleia da República, em 30 de junho de 1989, consta do Diário da República, 1ª série, nº99 de 1 de julho de 1989 e foi publicada como a Lei nº 47/99 de 29 de agosto de 1989.
Tem também parte de uma estrada romana como vestígio da passagem dos mesmos. Pensa-se que esta estrada teria ligação com outra do Alto Minho, a qual iria ter à Galiza.

## Património
- Igreja de São Martinho (matriz)
- Capela do pinheiro das Sete Cruzes
- Cruzeiro
- Castro de Sagitela
- Pinheiro das Sete Cruzes
- Quinta das Meladas com a Capela de Nossa Senhora do Pilar

## Personalidades
Um dos mais famosos filhos desta freguesia terá sido Manuel Laranjeira. Tendo-se formado médico, foi reconhecido pelas suas publicações sobre a política da época.
Mozelos é ainda um grande centro nacional de produção de derivados de cortiça. Américo Amorim (um dos fundadores da Amorim & Irmão), nascido em Mozelos, era um dos expoentes máximos deste género de negócio e o homem mais rico de Portugal.
Mozelos é também cidade natal do futebolista do Wolverhampton Wanderers, Rúben Neves e do baterista dos Xutos & Pontapés, Kalú.